# Xã Moorefield, Quận Independence, Arkansas
Xã Moorefield (tiếng Anh: Moorefield Township) là một xã thuộc quận Independence, tiểu bang Arkansas, Hoa Kỳ. Năm 2010, dân số của xã này là 2.880 người.